# 外務省 (ドイツ)

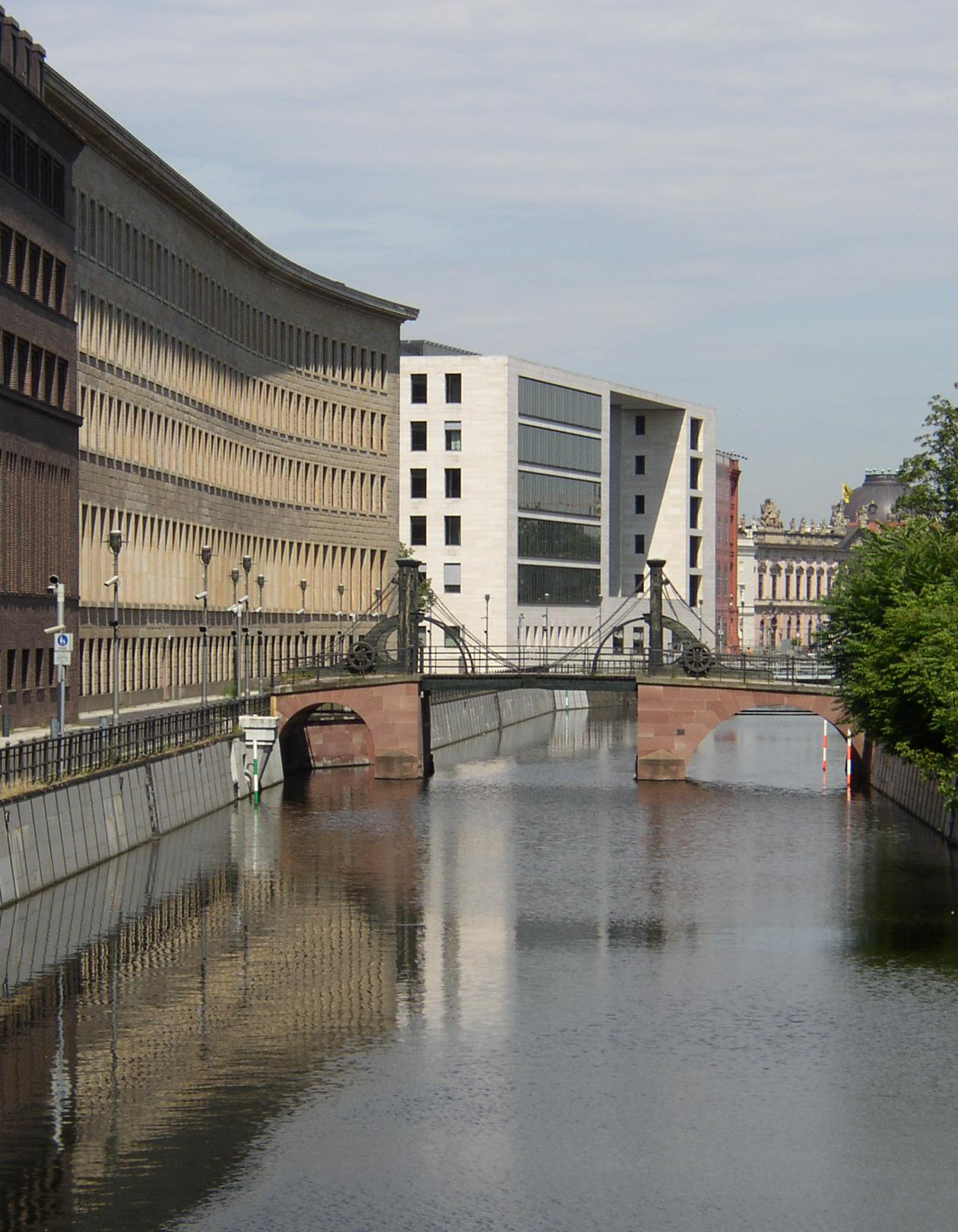
シュプレー川の橋から見た旧帝国銀行本部（手前）、新庁舎（奥）

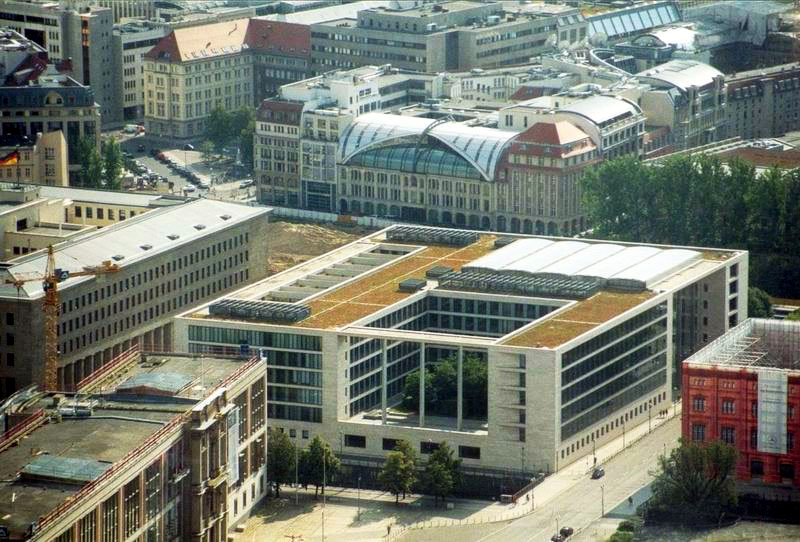
外務省新館（中央）および左隣の旧帝国銀行本部（ベルリン）

外務省（がいむしょう、 Auswärtiges Amt、略称はAA）は、ドイツ連邦共和国の中央省庁。外交と欧州連合との関係を担当する。2021年12月発足のショルツ内閣の外務大臣はアンナレーナ・ベアボック。日本語では便宜上「ドイツ外務省」とも表記する。

## 概要
現在のドイツ外務省は、1870年設立の北ドイツ連邦外務省及びドイツ統一後の翌1871年にそれを引き継いで設けたドイツ帝国外務省に起源を持つ。帝国成立直後は、外交家としても辣腕を揮った（ふるった）鉄血宰相ビスマルクによって指導され、外務省内には、政務・経済局と法務・領事局が設置されていた。
第一次世界大戦後に発足したワイマール共和国では、外務省官制も再編成され、より近代的な官僚制に移行した。1933年のナチス政権成立直後は、従来からの外務省及びヒトラーの外交顧問であったヨアヒム・フォン・リッベントロップの個人事務所である「リッベントロップ事務所」による「二元外交」が一時出現したが、1938年にはリッベントロップが外相に就任し、形式的には外務省に外交が一元化された。
第二次世界大戦後のドイツ東西分裂により、ドイツ連邦共和国（西ドイツ）では1951年3月15日にボンに外務省を設置した。ドイツ再統一がなると、1999年にベルリンの旧ドイツ社会主義統一党本部ビル（旧ドイツ帝国銀行本店）に中央機能を遷し、現在に至っている。

## 在外公館
ドイツ外務省は、ベルリンに本庁舎を設置するとともに、世界各国に大使館、領事館、その他外交代表部など計226ヶ所の在外公館を設置している。また、無報酬の名誉領事（現在354人）を任命し、親善に努めている。

## 歴代外務大臣

### 外務大臣(1951年以降)の一覧
凡例　所属政党：
      キリスト教民主同盟（CDU）
      ドイツ社会民主党（SPD）
      自由民主党（FDP）
      同盟90/緑の党（Grünen）
| 氏名 | 氏名                                     | 肖像 | 所属政党 | 在任期間       | 在任期間       | 首相 （内閣）                                           |
| ---- | ---------------------------------------- | ---- | -------- | -------------- | -------------- | ------------------------------------------------------- |
|      | コンラート・アデナウアー                 |      | CDU      | 1951年3月15日  | 1955年6月6日   | 第1次・第2次アデナウアー内閣                            |
|      | ハインリヒ・フォン・ブレンターノ         |      | CDU      | 1955年6月6日   | 1961年10月30日 | 第2次・第3次アデナウアー内閣                            |
|      | ゲアハルト・シュレーダー                 |      | CDU      | 1961年11月14日 | 1966年11月30日 | 第3次・第4次アデナウアー内閣 第1次・第2次エアハルト内閣 |
|      | ヴィリー・ブラント                       |      | SPD      | 1966年12月1日  | 1969年10月20日 | キージンガ―内閣                                         |
|      | ヴァルター・シェール                     |      | FDP      | 1969年10月21日 | 1974年5月15日  | 第1次・第2次ブラント内閣                                |
|      | ハンス＝ディートリヒ・ゲンシャー         |      | FDP      | 1974年5月17日  | 1982年9月17日  | 第1次・第2次・第3次シュミット内閣                       |
|      | ヘルムート・シュミット                   |      | SPD      | 1982年9月17日  | 1982年10月4日  | 第3次シュミット内閣                                     |
|      | ハンス＝ディートリヒ・ゲンシャー         |      | FDP      | 1982年10月4日  | 1992年5月17日  | 第1次・第2次・第3次・第4次コール内閣                    |
|      | クラウス・キンケル                       |      | FDP      | 1992年5月18日  | 1998年10月26日 | 第4次・第5次コール内閣                                  |
|      | ヨシュカ・フィッシャー                   |      | Grünen   | 1998年10月27日 | 2005年11月22日 | 第1次・第2次シュレーダー内閣                            |
|      | フランク＝ヴァルター・シュタインマイヤー |      | SPD      | 2005年11月22日 | 2009年10月28日 | 第1次メルケル内閣                                       |
|      | ギド・ヴェスターヴェレ                   |      | FDP      | 2009年10月28日 | 2013年12月17日 | 第2次メルケル内閣                                       |
|      | フランク＝ヴァルター・シュタインマイヤー |      | SPD      | 2013年12月17日 | 2017年1月27日  | 第3次メルケル内閣                                       |
|      | ジグマール・ガブリエル                   |      | SPD      | 2017年1月27日  | 2018年3月14日  | 第3次メルケル内閣                                       |
|      | ハイコ・マース                           |      | SPD      | 2018年3月14日  | 2021年12月8日  | 第4次メルケル内閣                                       |
|      | アンナレーナ・ベアボック                 |      | Grünen   | 2021年12月8日  |                | ショルツ内閣                                            |